# Emilio Villalba Welsh
Emilio Villalba Welsh (Argentina, 29 de agosto de 1906 - 7 de septiembre de 1992) fue un escritor y guionista de cine.

## Actividad profesional
A los 20 años se fue a vivir a París, desde donde comenzó a escribir para la revista argentina El Hogar. Colaboró en más de 45 libretos que fueron llevados al cine, entre ellos: El retrato, por el que obtuvo el premio al mejor argumento original otorgado por la Academia de las Artes y Ciencias Cinematográficas de la Argentina en 1944 El deseo (1944) y El abuelo (1954), que merecieron el premio a la mejor adaptación de la misma entidad y El misterio Eva Perón en 1987.
También fue galardonado con el Premio Konex de 1984 en el rubro “Guion”, con el Premio Nacional de Cinematografía, 1944-1945, con Medalla de Oro a la mejor comedia en televisión otorgada por Argentores y con la Faja de Honor por otorgada por la SADE.
Colaboró en la revista de humor político Cascabel, firmando sus notas con diversos seudónimos, entre ellos Cándido Palma, Donosio Paciente, La Serpiente de Cascabel, Pepe Butantan y Simón el Bobito. y fue director de la misma. En el número del 30 de julio de 1946, publicó una nota señalando que el general Ramón Albariños había sido designado nuevo presidente de YPF teniendo pendiente un proceso "con motivo de haber ingresado a su cuenta particular una importante donación que hiciera el Jockey Club de La Plata en la época en que el mismo desempeñaba el cargo de interventor en Buenos Aires"; por esta nota Villalba Welsh fue procesado y posterior condenado por desacato por considerar el juez que esas expresiones constituían “una ofensa a la dignidad y decoro de la persona que ejerce el Poder Ejecutivo de la Nación, general D. Juan Domingo Perón, porque aquellas implican que el titular de dicho poder procede con ligereza y despreocupación de elementales reglas de ética y legales cuando designa funcionarios en los altos cargos de la administración".
Fue Director del Teatro General San Martín en 1971-1972, de Canal 9 en 1960; del Fondo Nacional de las Artes, 1958-1973 y 1984-1989; presidente del Consejo Profesional del Cine y TV de Argentores y Secretario de la entidad entre 1989 y 1992.
Fue jurado de varios festivales cinematográficos, como el de San Sebastián (1986-1987) y el de Cine en La Habana (1985).
Fue autor, bajo el seudónimo Paul Pry, de la novela policial Casi Perfecto, publicada en julio de 1992. Falleció el 7 de septiembre de ese año.

## Filmografía[3]
Guionista
- El misterio Eva Perón (1987)
- El casamiento de Laucha (1977)
- Los chiflados dan el golpe (1975)
- Buenos Aires Music Hall (documental) (1975)
- Si se calla el cantor (1973)
- Escala musical (1966)
- La mujer de tu prójimo (1966)
- Tres alcobas  (1964)
- Las ratas (1963)
- La cumparsita (1961) (como Emilio Villalba)
- Patricia mía (1961)
- Y el cuerpo sigue aguantando (1961) (como Emilio Villalba)
- S.O.S., abuelita (España) (1959)
- Amor se dice cantando (1959)
- Angustia de un secreto (1959)
- El calavera (1958))
- El hombre que hizo el milagro (1958)
- Tinieblas (México) (1957)
- El tango en París (1956)
- Bacará (1955)
- El juramento de Lagardere (1955)
- Mi marido y mi novio (1955)
- El abuelo (1954)
- Tres citas con el destino (1954) (Segmento argentino) (como Emilio Villalba)
- Dringue, Castrito y la lámpara de Aladino (1954)
- Mi adorada Clementina (México) (1953)
- Intermezzo criminal (1953)
- Deshonra (1952)
- Nace un campeón (1952)
- Juan Mondiola (1950)
- Don Fulgencio (El hombre que no tuvo infancia) (1950)
- La vendedora de fantasías  (1950)
- Danza del fuego (1949)
- Edición Extra (1949)
- Cita en las estrellas (1949)
- María de los Ángeles (1948)
- La hostería del caballito blanco (1948)
- La senda oscura (1947)
- La cumparsita (1947)
- El retrato (1947)
- La caraba (1947)
- Albergue de mujeres (1946)
- Un modelo de París (1946)
- El deseo (1944)
- Su esposa diurna (1944)
- El sillón y la gran duquesa (1943)

 Productor de televisión
- El anticuario (1961)
- La posesa (1961) Serie
- La salvaje (1961) Serie